# Marifoon

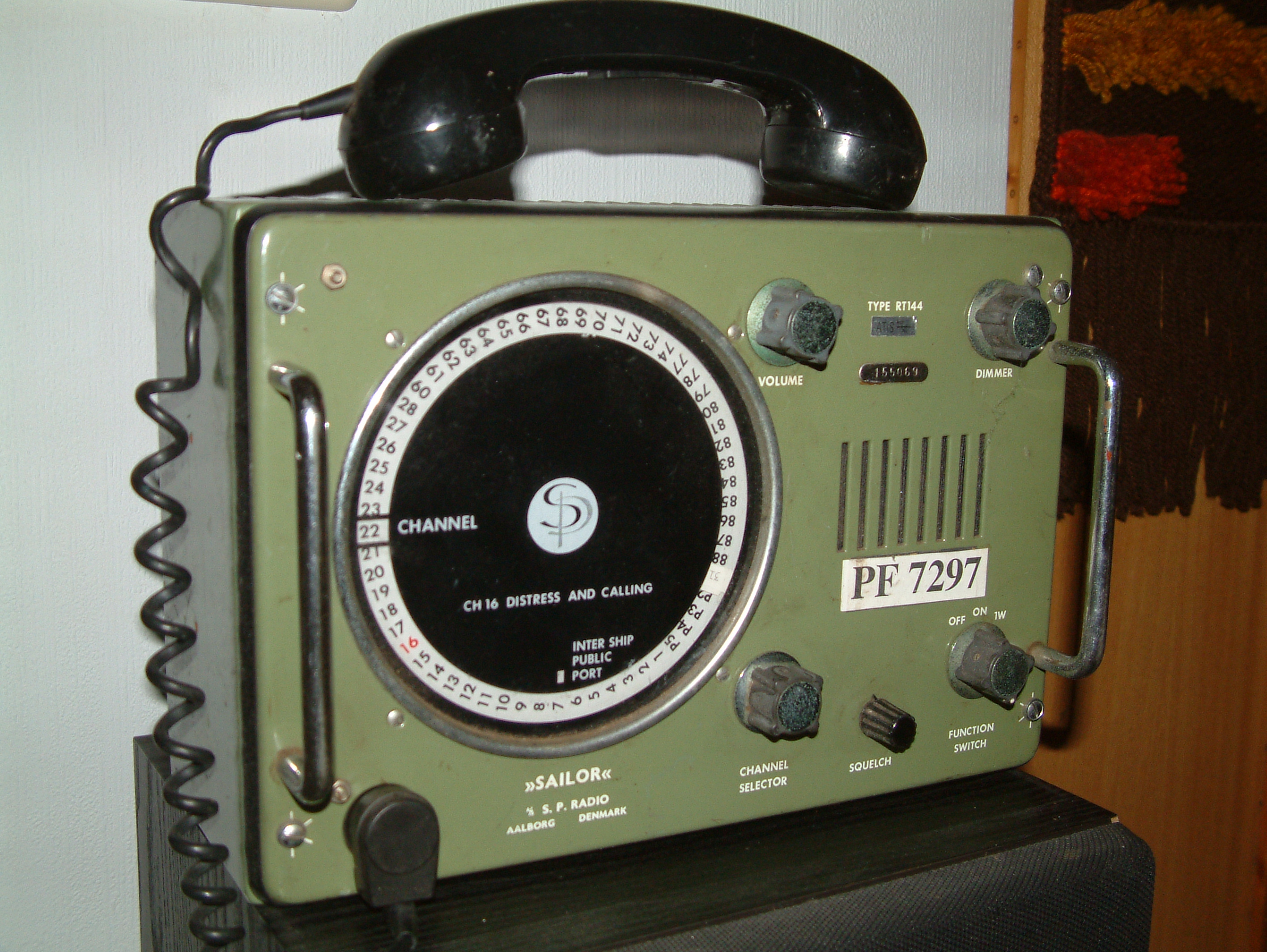
Een klassieke marifoon

De marifoon (maritieme telefoon) is, anders dan zijn naam doet vermoeden, geen – conventionele – telefoon maar een zendontvanger.
De marifoon is bedoeld voor gebruik in de maritieme communicatie en in het nautische berichtenverkeer over korte afstand. Het apparaat kan zenden en ontvangen in de VHF-band (very high frequency). De marifoon is een belangrijk communicatiemiddel aan boord. Op de grote rivieren, zoals de Waal, de Rijn en de Noord, hebben grotere schepen de verplichting om minimaal twee marifoons aan boord te gebruiken: een voor het onderling verkeer en een voor het blokkanaal. Plaatsing en bediening van een marifoon zijn aan wettelijke regels gebonden.
Steeds meer sluis- en brugwachters verwachten dat op de marifoon wordt uitgeluisterd. Ook bij het zoeken naar ligplaatsen in een (jacht)haven is de marifoon een handig hulpmiddel. De belangrijkste functie blijft echter de communicatie in het nood-, spoed- en veiligheidsverkeer.
Voor het gebruik van een marifoon is een certificaat vereist. Een aspirantgebruiker kan dit certificaat behalen door een examen af te leggen. In Nederland mag men in de pleziervaart ook een maritieme VHF-portofoon gebruiken in plaats van een marifoon.

## Regelgeving in Nederland
De regelgeving rond marifonie in Nederland is met name gebaseerd op twee internationale verdragen: het Solas-verdrag en de RAINWAT-overeenkomst (2016). Voor het mogen hebben van een marifoon aan boord geldt een vergunningplicht en een verplicht bedieningscertificaat. De gebruiker krijgt naast een alfanumerieke radioroepnaam tevens het daarvan afgeleide numerieke ATIS-nummer, en indien van toepassing een uniek MMSI-nummer.
In het verleden mochten draagbare marifoons (portofoons ingesteld op maritieme frequenties) alleen aanvullend gebruikt worden aan boord van beroepsschepen. Later werd ook aan de pleziervaart toegestaan een draagbare marifoon aan boord te hebben.

### Solasverdrag
Het Solasverdrag regelt onder andere het gebruik van veiligheidsradioapparatuur op schepen op zee, zeehavens en waterwegen daartussen. Het verdrag kent een aantal regels en kanaaltoewijzingen die wereldwijd dezelfde zijn. Zo is het gebruik van kanaal 16 voor nood-, spoed- en veiligheidsverkeer en DSC geregeld in dit verdrag.

### RAINWAT-regeling
De RAINWAT-regeling is een verdrag voor het gebruik van marifoon op schepen op Europese binnenwateren. Uit dit verdrag komen onder andere de ATIS-verplichting, het gebruik van kanaal 10 als oproepkanaal op de binnenwateren in Nederland, verplichte vermogensreductie en een maximale hoogte voor de plaatsing van de antenne (12 meter boven de waterspiegel) voort.

### Bedieningscertificaten
- Basiscertificaat: voor het gebruik van een marifoon in de binnenvaartmodus. Op een aantal kanalen mag alleen met een laag vermogen worden gezonden.
- Marcom-B: Beperkt Certificaat Maritieme Communicatie. Voor het gebruik van een binnenvaart- dan wel zeevaartmarifoon, daarnaast ook voor EPIRB-, SART- en Inmarsat-C-apparatuur.
- SRC (Short Range Certificate): Dezelfde apparatuur als Marcom-B, echter niet toegestaan op schepen die deze GMDSS-apparatuur verplicht moeten monteren. Deze zogeheten "Mandatory Fit"-schepen hebben meer dan 12 passagiers aan boord, of meten meer dan 300 BRT. Het SRC richt zich dus meer op de watersporter en de kleine beroepsvaart maar wordt niet door een Nederlandse instantie afgegeven. Wel kan het examen via een U-bochtconstructie bij een officiële Belgische, Nederlandse of Britse vaarschool behaald worden, en is dan gewoon geldig zoals beschreven.
- Marcom-A: Algemeen Certificaat Maritieme Communicatie: Alle maritieme zendapparatuur, dus ook MF en HF en is verplicht voor alle officieren op Nederlandse schepen die onder klasse varen op zee.

## Marifoonalfabet
Bij het marifoonverkeer dient het NAVO-spellingsalfabet te worden gebruikt.

## Blokgebied

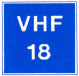
Bord voor de scheepvaart met het lokale VHF-kanaal

Op grote vaarwegen dient in bepaalde gebieden de communicatie plaats te vinden op aangewezen marifoonkanalen. Zo'n gebied heet een blokgebied. Dat wordt ter plaatse aangegeven met vierkante witte borden met rode randen, waarop het te gebruiken blokkanaal wordt aangegeven.
Kanalen die echter niet verplicht zijn om uit te luisteren zoals het blokkanaal, maar wel aanbevolen worden om uit te luisteren, worden aangegeven met blauwe borden. Zie het voorbeeld hiernaast.

## Openbaar verkeer
Tot de opkomst van mobiele telefoons en satellietverbindingen had bijna elk zeevarend land ook een kuststation voor openbare radiotelefonie. Hierbij konden schepen die binnen het bereik van zo'n kuststation (of hulpzender bediend vanuit een kuststation) waren door tussenkomst van een operator of radiotelefonist een telefoongesprek voeren over het vaste telefoonnet. 
In Nederland werden deze diensten tot en met 1997 verzorgd door Scheveningen Radio. Als er een gesprek vanaf het vasteland was aangevraagd werd het marifoonnummer of de roepletters van het betreffende schip opgelezen in de verkeerslijst, die vijf minuten over het hele uur werd uitgezonden. Het was aan het schip om na de verkeerslijst contact te maken met Scheveningen Radio voor het voeren van het gesprek.
In enkele landen, zoals bijvoorbeeld Engeland, is er nog een systeem gebruikt waarbij met speciale hulpapparatuur zonder tussenkomst van een operator automatisch een telefoongesprek kan worden geïnitieerd. Deze systemen kunnen niet concurreren met de later opgekomen gsm-netwerken (op binnenwateren en vlak voor de kust) en satellietcommunicatie (verder uit de kust).
Oostende Radio in België is een van de weinige nog operationeel zijnde grote kuststations. Vooral schepen uit minder ontwikkelde landen die contact moeten opnemen met -bijvoorbeeld- de rederij maken nog gebruik van dit station. Door de centrale ligging kan het kuststation bereikbaar zijn vanuit Noord-Frankrijk, Zuidoost-Engeland, zuidelijk Nederland en natuurlijk België.

## Portofoons
Portofoons zijn primair toegestaan voor noodsituaties (SOLAS) en intershipverkeer. Op binnenwateren moet ATIS gebruikt worden en is de RAINWAT van toepassing, op zee geldt deze verplichting niet. Voor communicatie tussen personen die zich op hetzelfde schip bevinden (intrashipcommunicatie) mogen alleen de kanalen 15 en 17 gebruikt worden. (Dit geldt voor marifoon en portofoon.) Sinds ca. 2008 is er een categorie portofoons opgenomen die ook op andere kanalen kan worden gebruikt binnen de regelgeving van Nederland en België. Portofoons op de binnenwateren mogen alleen gebruikt worden voor communicatie op kanaal 15 en 17 tussen personen die zich op hetzelfde schip bevinden. Omdat de portofoon alleen gebruikt mag worden op kanaal 15 en 17 zal er dus een marifoon voor de overige communicatie aan boord moeten zijn, wil men op andere kanalen communiceren. Een voorbeeld van intrashipcommunicatie is communicatie tussen de stuurman (marifoon in stuurhut) en de matroos voor op het schip (portofoon) bij aanlegmanoeuvres in sluizen.
De meeste in de handel zijnde portofoons voldoen aan de strikte eisen van de Boekarest overeenkomst (2012). Kleine schepen (meestal pleziervaartschepen) mogen geen gebruik maken van intrashipcommunicatie (kanaal 15 en 17). Dit is niet nodig omdat de afstand tussen de bemanningsleden klein is en makkelijk te overbruggen met de stem. Het verbod dient om de beschikbaarheid van de kanalen 15 en 17 voor grote schepen, die afhankelijk zijn van deze communicatie, zo groot mogelijk te houden.
Enkele jaren geleden heeft Agentschap Telecom internationaal voorgesteld om de internationale regels te versoepelen zodat pleziervaart een portofoon met alle kanalen (15 en 17 uitgezonderd) aan boord kon nemen. Het doel was om het mogelijk te maken dat pleziervaart zonder motor of accu ook over radiocommunicatie kan beschikken tijdens nood- en spoedgevallen en voor efficiënter laten verlopen van brug en sluisbewegingen. Nederland heeft hier vanwege de vele pleziervaart op de veelal open wateren en de vele bruggen en sluizen veel behoefte aan. De andere Rijn- en Donaulanden zagen echter niets in het voorstel. Zij gaven wel aan dat zij geen problemen hadden als Nederland dit binnen zijn eigen wateren wel zou toelaten. Maar tegen het aan boord hebben van een portofoon op een pleziervaartuig in hun land zal door hen opgetreden worden.

## Marifoonfrequenties
Er zijn twee typen marifoonkanalen: simplex en duplex. Bij een simplex-kanaal is er een frequentie voor alle gebruikers. Dit wordt onder andere gebruikt voor alle intership-kanalen. Een duplex-kanaal heeft aparte frequenties voor schepen en walstations. Het schip zendt op de schip-frequentie en luistert op de wal-frequentie; voor walstations is dit andersom. Op een duplex-kanaal kunnen schepen elkaars berichten niet ontvangen.
Een tussenvorm is een semi-duplex-kanaal. Dit is een duplex-kanaal waar het walstation alle ontvangen berichten automatisch weer uitzendt op de wal-frequentie, zodat schepen ook elkaar kunnen ontvangen. Het walstation houdt hierbij de controle over het intership-verkeer, en kan in bepaalde situaties het intership-verkeer onmogelijk maken.
Op latere marifoon- en portofoon-types zijn de duplexkanalen 19, 20, 78 en 79 opgesplitst in twee simplexkanalen. Eén simplexkanaal op de lage frequentie en één simplexkanaal op de hoge frequentie. Op deze manier worden twee extra kanalen gecreëerd. De duplexvariant blijft gewoon intact. Rijkswaterstaat wijzigde vanaf najaar 2022 een aantal marifoonkanalen. De kanalen en frequentiebezetting zijn gepubliceerd in de Radio Regulations Appendix 18 (rev.WRC-19) editie 2020. De oude kanalen blijven in Nederland mogelijk tot 2030 in gebruik, in België is het gebruik sinds 2022 verboden. Resultaat is dat daar veel oudere marifoons niet meer gebruikt kunnen worden.
| Kanaal | Frequentie (MHz) | Frequentie (MHz) | Omschrijving |
| Kanaal | schip            | wal              | Omschrijving |
| ------ | ---------------- | ---------------- | --- |
| 0      | 156,000          | 156,000          | KNRM Intraship-verkeer                                                                                             |
| 1      | 156,050          | 160,650          | Centraal meldpunt IJsselmeer - Maas aanloop/Maas approach                                                          |
| 2      | 156,100          | 160,700          | Verkeerscentrale Brandaris - Pilot Maas                                                                            |
| 3      | 156,150          | 160,750          | Sector Maasmond/Maas entrance en Verkeerscentrale Terneuzen                                                        |
| 4      | 156,200          | 160,800          | Centraal meldpunt Waddenzee en Radar Kruisschans)                                                                  |
| 5      | 156,250          | 160,850          | Zeeverkeerspost Schiermonnikoog                                                                                    |
| 6      | 156,300          | 156,300          | Intership-verkeer en Sluiskanaal Kallo-, Zandvliet- en Berendrechtsluis                                            |
| 7      | 156,350          | 160,950          | Verkeersdienst IJmuiden                                                                                            |
| 8      | 156,400          | 156,400          | Intership-verkeer en Sluiskanaal Boudewijn- en Van Cauwelaertssluis                                                |
| 9      | 156,450          | 156,450          | |
| 10     | 156,500          | 156,500          | Nautisch intershipverkeer. Binnenwater: veiligheids- en aanroepkanaal                                              |
| 11     | 156,550          | 156,550          | Kanaal voor het kanaal Gent-Terneuzen                                                                              |
| 12     | 156,600          | 156,600          | Verkeerscentrale Zandvliet                                                                                         |
| 13     | 156,650          | 156,650          | Nautisch intershipverkeer voor veilige navigatie in drukke vaarrouten. Binnenwater: uitwijkkanaal voor kanaal 10   |
| 14     | 156,700          | 156,700          | Verkeerscentrale Vlissingen                                                                                        |
| 15     | 156,750          | 156,750          | Intraship-verkeer                                                                                                  |
| 16     | 156,800          | 156,800          | Nood-, spoed-, veiligheid- en oproep-kanaal                                                                        |
| 17     | 156,850          | 156,850          | Intraship-verkeer                                                                                                  |
| 18     | 156,900          | 161,500          | Kanaal voor bruggen en sluizen                                                                                     |
| 19     | 156,950          | 161,550          | Radar Waarde |
| 20     | 157,000          | 161,600          | Kanaal voor bruggen en sluizen                                                                                     |
| 21     | 157,050          | 161,650          | Verkeerscentrale Scheveningen en Radar Saeftinge                                                                   |
| 22     | 157,100          | 161,700          | Kanaal voor bruggen en sluizen                                                                                     |
| 23     | 157,150          | 161,750          | Veiligheids- en weerberichten van Nederlandse Kustwacht                                                            |
| 24     | 157,200          | 161,800          | |
| 25     | 157,250          | 161,850          | Volkeraksluizen Zuid. Dit was Verkeerspost Ouddorp, maar die is per 27 september 2022 naar naar blokkanaal VHF 78. |
| 26     | 157,300          | 161,900          | |
| 27     | 157,350          | 161,950          | |
| 28     | 157,400          | 162,000          | |
| 31     | 157,550          | 162,150          | Kanaal voor jachthavens                                                                                            |
| 60     | 156,025          | 160,625          | Radar Wandelaar Approach                                                                                           |
| 61     | 156,075          | 160,675          | Kanaal Deurganckdok                                                                                                |
| 62     | 156,125          | 160,725          | Verkeerscentrale Den Helder                                                                                        |
| 63     | 156,175          | 160,775          | |
| 64     | 156,225          | 160,825          | Verkeerscentrale Steenbank                                                                                         |
| 65     | 156,275          | 160,875          | Verkeerscentrale Hansweert en Verkeerscentrale Wandelaar, sector Rozenburg                                         |
| 66     | 156,325          | 160,925          | Radar Zandvliet, sector Europoort                                                                                  |
| 67     | 156,375          | 156,375          | Werkkanaal Kustwacht (gereserveerd voor reddingsoperaties)                                                         |
| 68     | 156,425          | 156,425          | Verkeerspost Wemeldinge - Oosterschelde                                                                            |
| 69     | 156,475          | 156,475          | Verkeerscentrale Zeebrugge                                                                                         |
| 70     | 156,525          | 156,525          | DSC - Digitale selectieve oproep                                                                                   |
| 71     | 156,575          | 156,575          | Regionale verkeerscentrale Dordrecht                                                                               |
| 72     | 156,625          | 156,625          | Sinds 2010: sociaal en informeel (intership)verkeer.                                                               |
| 73     | 156,675          | 156,675          | |
| 74     | 156,725          | 156,725          | |
| 75     | 156,775          | 156,775          | |
| 76     | 156,825          | 156,825          | |
| 77     | 156,875          | 156,875          | Sociaal en informeel (intership) verkeer                                                                           |
| 78     | 156,925          | 161,525          | Verkeerspost Ouddorp                                                                                               |
| 79     | 156,975          | 161,575          | |
| 80     | 157,025          | 161,625          | sector Maassluis                                                                                                   |
| 81     | 157,075          | 161,675          | |
| 82     | 157,125          | 161,725          | Bunkeren |
| 83     | 157,175          | 161,775          | Veiligheids- en weerberichten van Nederlandse Kustwacht                                                            |
| 84     | 157,225          | 161,825          | |
| 85     | 157,275          | 161,875          | |
| 86     | 157,325          | 161,925          | |
| 87     | 157,375          | 157,375          | |
| 88     | 157,425          | 157,425          | Kanaal voor watersportevenementen                                                                                  |
| AIS 1  | 161,975          | 161,975          | Automatisch identificatiesysteem                                                                                   |
| AIS 2  | 162,025          | 162,025          | Automatisch identificatiesysteem                                                                                   |